# Aventura en Roma
Aventura en Roma (título original: The Pigeon That Took Rome) es una comedia estadounidense dirigida por Melville Shavelson y basada en la novela de Donald Downes The Easter Dinner.
Trata sobre un capitán de infantería norteamericano (McDougall, interpretado por Charlton Heston), que trabaja como espía en la Roma inmediatamente posterior a la caída de Mussolini y se comunica con el mando aliado a través de palomas mensajeras.
La película fue candidata en los Óscar de 1962 a la mejor dirección artística en blanco y negro.

## Reparto
| Actor                        | Personaje                                            |
| ---------------------------- | ---------------------------------------------------- |
| Charlton Heston              | Capitán Paul MacDougall, Benny the Snatch y Narrador |
| Elsa Martinelli              | Antonella Massimo                                    |
| Harry Guardino               | Sgt. Joseph Angelico                                 |
| Salvatore Baccaloni          | Ciccio Massimo                                       |
| Carlo Angeletti ("Marietto") | Livio Massimo                                        |
| Gabriella Pallotta           | Rosalba Massimo                                      |
| Brian Donlevy                | Cnel. Sherman Harrington                             |
| Arthur Shields               | Monsignor O'Toole                                    |
| Rudolph Anders               | Cnel. Wilhelm Krafft                                 |
| Vadim Wolkowsky              | Conte Danesi                                         |